# Vlagyimir Galaktyionovics Korolenko
Vlagyimir Galaktyionovics Korolenko (orosz: Владимир Галактионович Короленко, ukrán: Володимир Галактіонович Короленко, Volodimir Halaktyionovics Korolenko) (Zsitomir, Nyugat-Ukrajna, 1853. július 27. – Poltava, 1921. december 25.) ukrán – lengyel származású orosz író, újságíró, emberi jogi aktivista és humanista.

## Élete és munkássága
Rovnóban végezte a gimnáziumot. 1871-1876 között először Szentpéterváron műszaki, majd Moszkvában mezőgazdasági főiskolai tanulmányokat folytatott. Forradalmi tevékenysége (narodnyik mozgalom) miatt kizárták az intézetekből, Kronstadtba száműzték. 1879-ben Szibériába, a politikai foglyok börtönébe száműzték. Szabadulása után 1881-ig Permben tartózkodott. Nem volt hajlandó III. Sándor orosz cárra hűségesküt tenni, ezért a jakut parasztok közé számkivetették. 1885-ben visszatért az európai Oroszországba. 1896-ban Szentpéterváron Nyikolaj Mihajlovszkijjal a Russzkoje Bogatsztvo című narodnyik folyóiratot szerkesztette. 1902-ben lemondott tiszteletbeli akadémiai tagságáról. Az 1905. évi forradalmat követően egyre gyakrabban fordult a publicisztika felé, tiltakozva a rendőrség kegyetlenkedései és a halálbüntetés ellen. Felismerve az 1917-es októberi orosz forradalom kibontakozásának irányát, kritikával illette a bolsevizmust, a vörös és később a fehér terrort is.
Írói munkásságát 1879-ben kezdte. Műveinek romantikus líraisága erős optimizmusából és természetszeretetéből fakad. Legjobb műveit a próza zeneisége teszi különösen vonzóvá.

## Művei
- 1883 – Makar álma (elbeszélés a szibériai parasztokról)
- 1885 – Rossz társaság (elbeszélés)
- 1886 – A vak zenész
- 1886 – Zúg az erdő
- 1891 – Árad a folyó
- 1893 – A vak muzsikus
- 1894 – A paradoxon
- 1895 – Nyelv nélkül (amerikai útjának élményei)
- 1919 – Poltavai levelek
- 1921 – Ördögszikla
- 1922 – Isztorija mojevo szovremennyika (önéletrajz)
- 1922 – Levelek A. V. Lunacsarszkijhoz

## Magyarul
- A vak zenész. Orosz regény; ford. Újkéri; Athenaeum, Budapest, 1893 (Az Athenaeum olvasótára)
- Makár álma / Zúg az erdő. Két elbeszélés; ford. Tomcsányi János; Lampel, Budapest, 1918
- Az "ördögszikla". Szibériai történet; ford. Horváth Béla; Tarka Könyvek, Budapest, 1921 (Tarka Könyvek I. sorozat)
- Vladimir Galaktyonovics Korolyenko: A vak művész. Regény, 1-2.; ford. Róna István; Tolnai, Budapest, 1924 (Tolnai regénytára)
- V. G. Koroljenko: A vak muzsikus. Elbeszélés; ford. Haiman Hugó; Kner, Gyoma, 1926
- Vladimir Korolyenko: Rossz társaság. Regény; Tolnai, Budapest, 1927 (Tolnai regénytára)
- Makár álma; ford. Gellért György; Szikra, Budapest, 1948
- Maruszja. Három kisregény; ford. Határ Győző, Sárváry Elek, Szőllősy Klára; Révai, Budapest, 1949
- Ítélet napja; ford. Szöllősy Klára; Révai, Budapest, 1949
- A gyilkos; ford. Gellért György; Hungária Ny., Budapest, 1949 (Forintos regény)
- Egy furcsa lány és más elbeszélések; ford. Szöllősy Klára, Gellért György; Új Magyar Könyvkiadó, Budapest, 1953
- Nyelv nélkül és más elbeszélések; ford. Gellért György, Szőllősy Klára, utószó Kelemen Sándor; Új Magyar Kiadó, Budapest, 1956 (Olcsó könyvtár)
- Kortársam története. 1. Gyermekkor, iskolai évek; ford., utószó Gellért György; Ifjúsági, Budapest, 1957
- Napfogyatkozás. Elbeszélés; Kárpátontúli, Uzshorod, 1960
- Kortársam története, 1-3.; ford., utószó Gellért György; Európa, Budapest, 1960
- Az ikon nyomában; ford. Institoris Irén; Európa, Budapest, 1962
- A múltani vérvád; Irodalmi, Bukarest, 1969
- A vak muzsikus. Regény; ford. Haiman Hugó, átdolg. Nyíri Éva; Európa, Budapest, 1971
- A paradoxon. Kisregények és elbeszélések; ford. Enyedy György, Gellért György, Szőllősy Klára; Európa, Budapest, 1974

## Emlékezete
Poltavai házában emlékmúzeumot létesítettek.